# Altmörbitz
Altmörbitz ist ein Ortsteil der Stadt Frohburg im Süden des Landkreises Leipzig in Sachsen.

## Geographie

### Lage
Altmörbitz liegt direkt an der sächsisch-thüringischen Grenze. Ein paar Häuser von Altmörbitz stehen sogar auf Thüringer Boden im Altenburger Land. Durch die Talsperre Schömbach verläuft ungefähr in der Mitte die Grenze zwischen Sachsen und Thüringen.

### Physiognomie

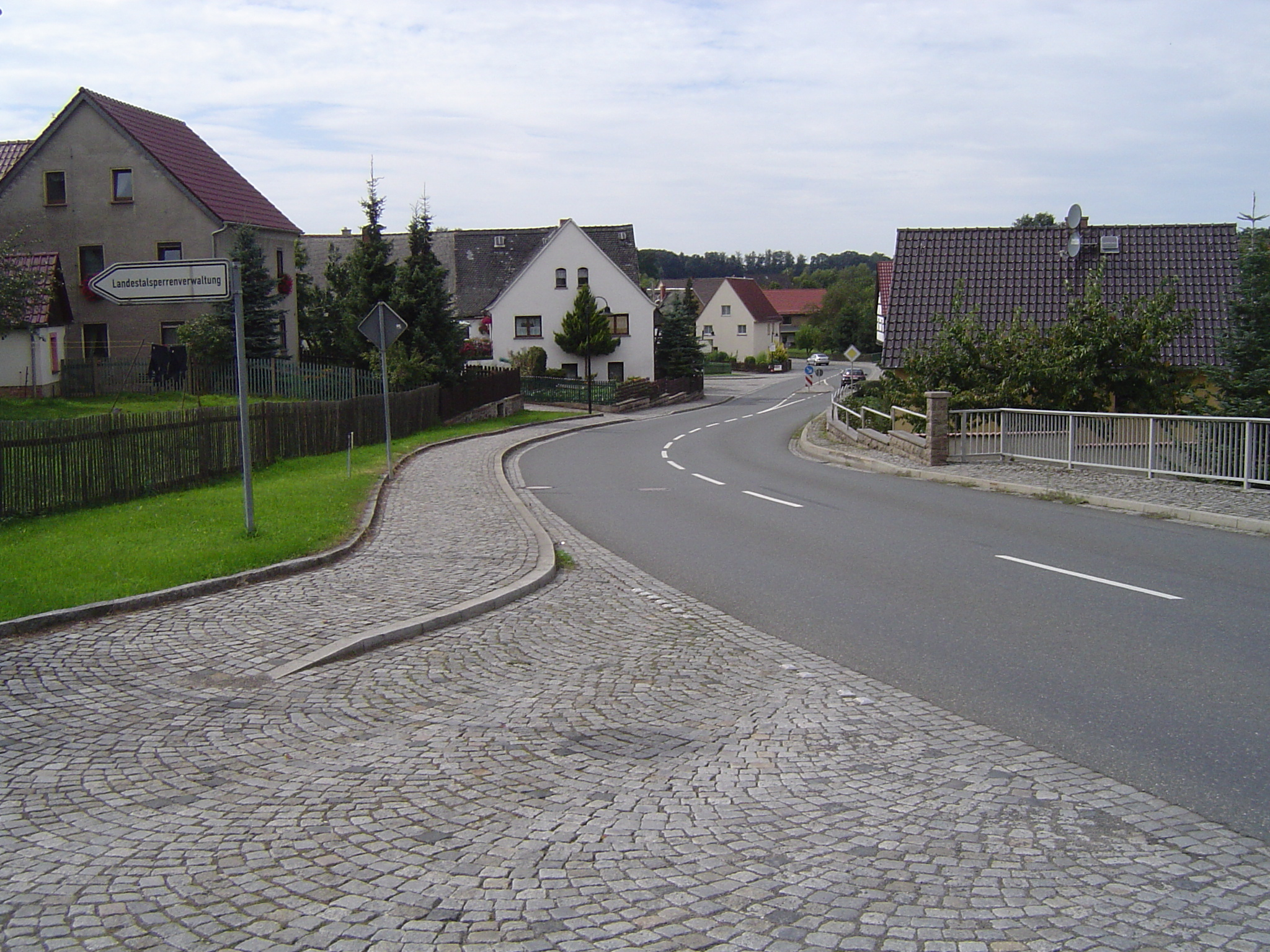
Staatsstraße 51 durch Altmörbitz

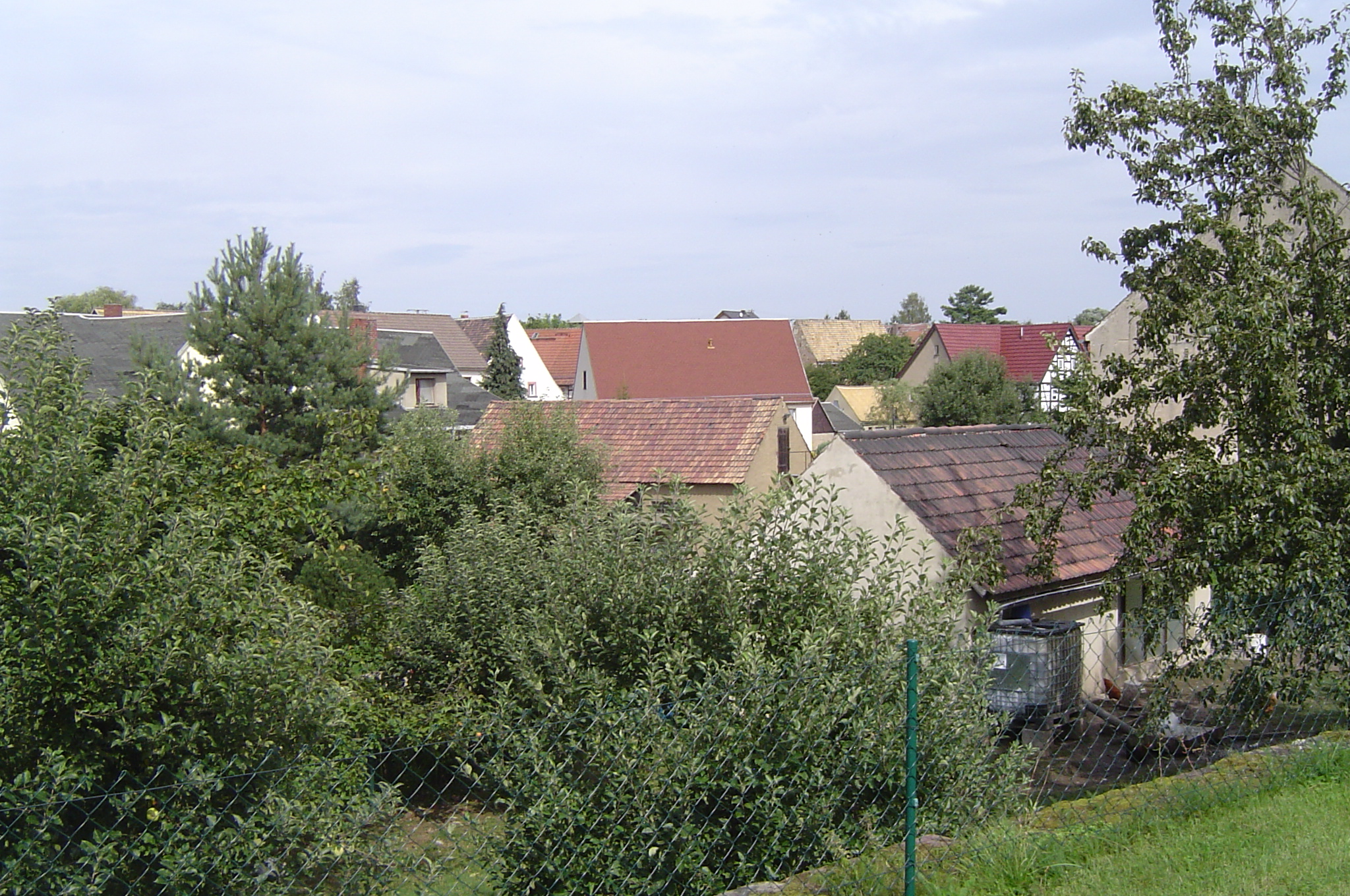
Altmörbitz von seiner idyllischen Seite

Altmörbitz zeigt sich mit zwei Gesichtern: Auf der einen Seite gibt es die Ortsdurchfahrt der Staatsstraße 51 Borna–Penig mit vielen Häusern, darunter in der Mitte des Ortes vor allem mit vielen Vierseitenhöfen, die sich mit Fachwerk zeigen. Auf der anderen Seite aber zeigt es sich in einer schönen Idylle, vor allem im Bereich der Kirche. Alte Gebäude und viel Grün prägen hier das Bild.

### Relief
Das Dorf weist ein Gefälle von Ost nach West auf. Am Ortsausgang im Westen hebt sich das Land nochmals ein wenig.

### Wasser
Durch das Dorf fließt die Wyhra. Im Süden des Dorfes erstreckt sich ein längerer Staudamm, die Talsperre Schömbach.

## Geschichte
Vermutlich wurde im Ort um 1150 eine hölzerne Kapelle gebaut, welche dann nach 1200 durch eine steinerne ersetzt wurde. Altmörbitz selbst wurde 1280 erstmals urkundlich als dominus de merenbiz erwähnt. 1350 errichtete Burggraf Otto von Leisnig eine ständige Pfarrstelle. Im Jahr 1457 kam Altmörbitz durch ein Tauschgeschäft des kurfürstlichen Rats Hildebrand von Einsiedel in dessen Besitz, während das Dorf Rußdorf bei Limbach-Oberfrohna seitdem zum St. Georgenstift zu Altenburg und seit dem 16. Jahrhundert als Exklave zum später gebildeten Herzogtum Sachsen-Altenburg kam.
Ab etwa 1500 sind erste Handwerker und Häusler im Dorf bekannt. Eine Versammlung von Bauern plünderte im Dorf 1525 im Rahmen des Bauernkrieges. 1533 wurde erstmals ein Schulmeister genannt. Im Jahr 1550 wurde in der Kirche eine Kanzel gebaut, neun Jahre später im Jahr 1559 wurden die Emporen errichtet. Im Jahr 1565 wurde ein Beerdigungsbuch begonnen, 1570 ein Tauf- und Traubuch. Die Pest wütete 1584 im Dorf und forderte vermutlich 50 Tote. Nachdem die Schule jahrelang keinen Lehrer hatte, wurde 1609 Jacob Walther zum neuen Lehrer ernannt, mit dem die Einwohner aber bald unzufrieden waren.
1632 wurde Altmörbitz infolge des Dreißigjährigen Krieges von den Kroaten niedergebrannt; lediglich vier Häuser sowie die Kirche und Pfarrei blieben verschont. Sechs Einwohner wurden auf der Flucht erschossen. Ein Jahr später forderte eine erneute Pestwelle im Ort 84 Todesopfer. Vermutlich im Jahr 1692 wurde an die Kirche ein Chor angebaut. Hier war Gabriel Wimmer (1671–1745; noch 1690 in Sagan in Schlesien) evangelischer Pfarrer, der u. a. vier Bände Ausführliche Lieder-Erklärung (Altenburg 1749) drucken ließ [posthum erschienen], in denen u. a. Lieder von Paul Gerhardt erläutert werden – eines der frühen Werke der Kirchenlied-Kommentierung überhaupt. Im Jahr 1817 wurde die Kirche renoviert, 1820 die Pfarre umgebaut. 1830 wurde mit dem Bau der Peniger Straße in ihrem heutigen Verlauf begonnen.
Altmörbitz lag bis 1457 in der Pflege Altenburg, danach bis 1856 im kursächsischen bzw. königlich-sächsischen Amt Borna. Ab 1856 gehörte der Ort zum Gerichtsamt Frohburg und ab 1875 zur Amtshauptmannschaft Borna.
Das Pfarramt Altmörbitz wurde 1917 aufgelöst und mit dem Pfarramt Gnandstein zusammengelegt. Weil die Glocken während des Ersten Weltkrieges entfernt wurden, wurden sie 1925 erneut geweiht. Ebenfalls aufgelöst wurde 1953 die Zweiklassenschule. Die Schüler wurden nach Frohburg umgeschult. Ab 1963 gingen die Schüler der fünften Klasse nach Kohren-Sahlis in die Schule, die Grundschüler nach Gnandstein. 1954 wurde ein Erntekindergarten eröffnet. Die Schäferei wurde 1958 neu gebaut. Wegen eines Hochwassers im Dorf im Jahr 1970 wurde noch im selben Jahr ein Staudamm als Wasserreserve für die Braunkohlewerke gebaut. 1974 wurde die LPG Altmörbitz, Dolsenhain und Gnandstein zur KAP der LPG „Albrecht Thaer“ zusammengeschlossen. 1977 wurde ein Kindergarten in Altmörbitz eingerichtet. Im selben Jahr wurde außerdem mit dem Dauerstau der Talsperre Schömbach begonnen.
Mit der Wende 1989 gab es auch Kritik an der Gemeindevertretung. Im Mai 1990 wurde ein neuer Gemeinderat im Zuge der Wende gewählt; bis auf einen einzigen Abgeordneten der PDS waren die neuen Gemeinderäte unabhängige Kandidaten, die der CDU nahestanden.
Im Sommer 2013 wurde die ehemalige Bundesstraße 95, die mitten durch Altmörbitz hindurch führt, zur Staatsstraße 51 umgewidmet. Der Fernverkehr nutzt seitdem die Bundesautobahn 72, so dass Altmörbitz wesentlich vom Durchgangsverkehr entlastet wurde.
Am 1. April 1996 wurde das eigenständige Dorf Altmörbitz von der Gemeinde Kohren-Sahlis eingemeindet und bildete einen eigenen Ortsteil. Seit dem 1. Januar 2018 gehört der Ort zur Stadt Frohburg.

### Bevölkerungsentwicklung
- 1570: ca. 200 Einwohner
- um 1800: ca. 300 Einwohner
- 1834: 319 Einwohner
- 1950: 441 Einwohner

Nach 1890 begann ein bedeutender Bevölkerungsrückgang, weil es die Menschen in die Braunkohlereviere nach Bocka und später nach Borna zog. Den größten Bevölkerungszuwachs in kürzester Zeit hatte der Ort kurz nach dem Zweiten Weltkrieg zu verzeichnen.

### Namensentwicklung

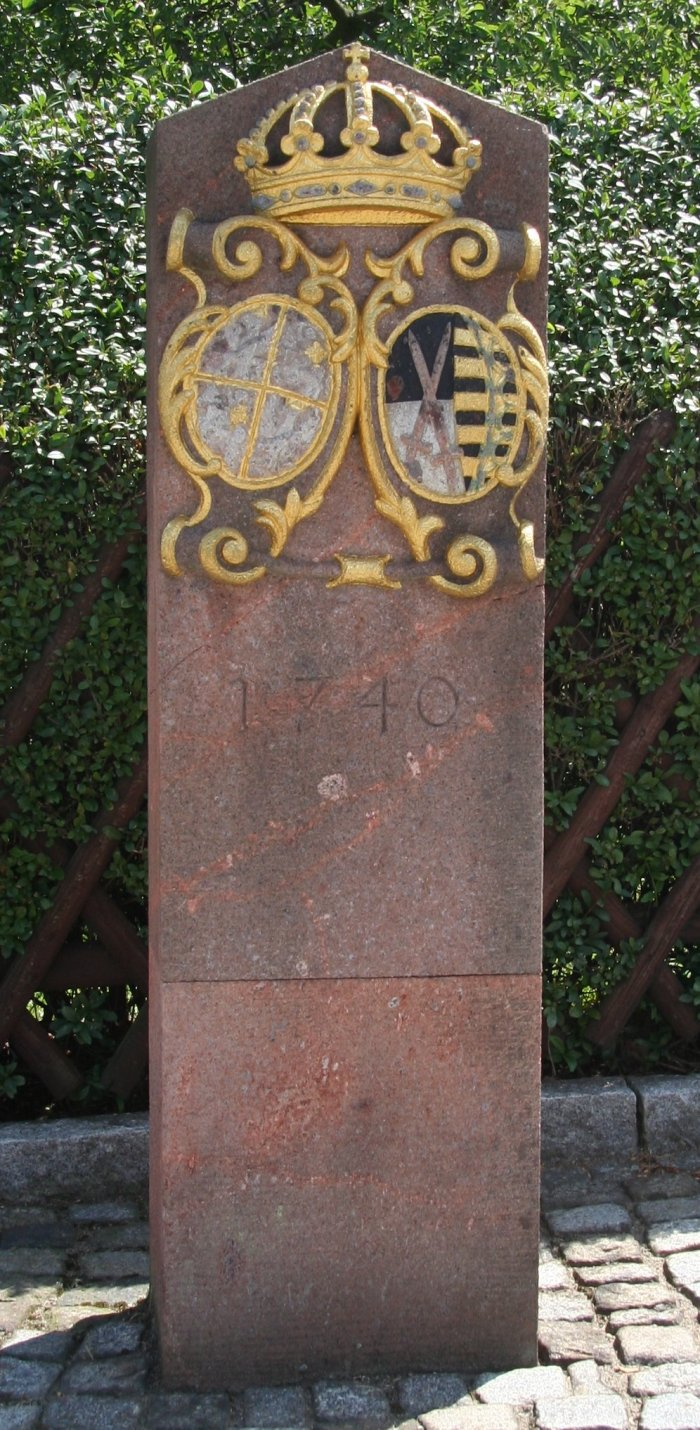
Historischer Wegepfeiler in Altmörbitz von 1740

- 1280: dominus de merenbiz
- 1353: meruvicze
- heute: Altmörbitz

## Kultur und Sehenswürdigkeiten

### Kirche
Die einschiffige, dem heiligen Martin und der heiligen Katharina geweihte Kirche wurde in der Mitte des 14. Jahrhunderts erbaut. Im Inneren finden sich an der flachen Holzdecke und den Emporen spätgotische Schablonenmalereien. Der aufwendig gestaltete, mit einem Erkerkranz versehene Dachreiter endete ursprünglich in einer Spitze. Im Jahr 1782 erhielt er einen barocken Turmhelm, nachdem der Dachreiter aufgrund eines Blitzeinschlages in Brand geraten war und zur Eindämmung des Feuers ein 6,5 Meter langes Stück der Turmspitze abgesägt werden musste.

### Weitere Sehenswürdigkeiten
- Talsperre Schömbach mit Lehrtafeln zum Thema Natur
- Fachwerkbauten
- Nachbildung eines Kurfürstlich-sächsischen Wegepfeilers von 1740 (Original auf der Festung Königstein) in der Ortsmitte an der Staatsstraße 51

## Verkehr

### Straßenverkehr
Die B 7 führt circa 7 Kilometer nördlich an Altmörbitz vorbei, über diesen Weg erreicht man die A 72.

### Öffentlicher Nahverkehr
In Altmörbitz halten Busse der Linien 254, 260 und 264.